# KBS 제2라디오 저녁종합뉴스
《KBS 제2라디오 저녁종합뉴스》는 KBS 2라디오에서 방송되었던 라디오 뉴스 프로그램이다.

## 앵커
- 전인석, 오언종, 서기철, 성세정, 배창복, 김현태, 유지철, 강성곤,  김성수, 원석현, 장웅, 한상권, 이규봉, 이광용, 최동석, 김기만, 김승휘, 한상헌, 김재홍, 도경완, 강성규, 박태원, 오승원, 이형걸, 김홍성, 윤인구, 김태규, 이재후, 최승돈, 김희수, 박태남, 이상협, 이영호, 이상호, 이재홍, 이창진, 김은성 아나운서(남)
- 정용실, 가애란, 신윤주, 홍소연, 정다은, 백승주, 엄지인, 위서현, 김윤지, 김진희, 김성은, 황수경, 임수민, 황정민, 조수빈, 최윤경, 박지현, 국혜정, 김민정, 김솔희, 이현주, 윤수영, 전주리, 김지원, 이규원, 윤지영, 박소현, 김지윤, 강서은, 변우영, 박주아, 김보민, 이선영, 박사임, 최원정, 이지연, 이슬기, 태의경, 성기영, 백정원, 이승연, 이정민, 정세진, 박은영, 신성원, 정은승, 정지원, 이혜성, 이각경, 유지원 아나운서(여)

## 역대 방송시간
| 방송 채널   | 방송 기간                          | 방송 시간                  |
| ----------- | ---------------------------------- | -------------------------- |
| KBS 2라디오 | 2000년 7월 1일 ~ 2010년 4월 18일   | 매일 저녁 7:00 ~ 저녁 7:20 |
| KBS 2라디오 | 2010년 4월 19일 ~ 2013년 10월 27일 | 매일 저녁 7:00 ~ 7:15      |
| KBS 2라디오 | 2013년 10월 28일 ~ 2018년 9월 30일 | 매일 저녁 7:00 ~ 저녁 7:10 |